# Tridecasílabo
El tridecasílabo es un verso de arte mayor, de trece sílabas, muy poco utilizado en español. Su uso ocasional en la lírica romántica y modernista se corresponde con la voluntad de los poetas de estas corrientes de explorar todas las posibilidades métricas, incluso las más inusitadas.

## Historia
No hay ejemplos de su uso hasta el romanticismo., Gertrudis Gómez de Avellaneda y Ventura Ruiz Aguilera usaron en sendos poemas un tipo de tridecasílabo que Tomás Navarro Tomás denomina dactílico, con acento en las sílabas tercera, sexta, novena y duodécima: Yo palpito tu gloria mirando sublime (Avellaneda, «Noche de insomnio y el alba»).
En la época modernista, Ricardo Jaimes Freyre utiliza de nuevo esta variante en su poema «El canto de mal»: Canta Lok en la oscura región desolada / y hay vapores de sangre en el canto de Lok. Miguel de Unamuno combinó este tipo de tridecasílabo con hexasílabos en un poema de su libro Teresa: Cada vez que pronuncio tu nombre, Teresa, / viviendo deshecho.
Otros poetas modernistas, como Enrique González Martínez y José Santos Chocano, utilizaron un tipo de tridecasílabo que Navarro Tomás llama ternario, con apoyos rítmicos en las sílabas cuarta, octava y duodécima: En el jardín hay un olor de primavera, / himnos de zumbos en el viejo colmenar (González Martínez, «La canción de la vida»).
Por último, encontramos también en la poesía modernista un tipo de tridecasílabo que el tratadista llama compuesto, formado por un hemistiquio hexasílabo y otro heptasílabo: ¿Sus dioses? El miedo, las sombras y la muerte. / ¿Sus odios? El arte, la vida y el placer (Manuel González Prada, «Ritmo sin rima»).
En fecha posterior, son muy pocos los ejemplos de este tipo de verso. Francisco Luis Bernárdez utiliza la variante ternaria en su «Alabanza poética de un toro»: Para cantarte, dictador de la llanura, / hincha sus líricos pulmones cada verso.
Ejemplos más recientes aparecen en la canción popular urbana. Tal es el caso del tango «Adiós, muchachos, compañeros de mi vida», popularizado por Carlos Gardel, y del bolero de Javier Krahe «Paréntesis»: Más bien perplejo recorría las aceras, / oh cuán curiosa, me decía, es la mujer.
Agustín García Calvo  utiliza también este verso en su traducción de los Sonetos de Shakespeare.

### Trova suriana
En la trova suriana, género tradicional lírico-musical de México, existen varios ejemplos de versos tridecasílabos:
Hoy que he llegado ante esta amable ocurrencia,

a la que debo saludar atentamente,

no tengo estudio ni lenguaje suficiente

para ofertarles mi cariño en esta vez...